# Ippei Watanabe (nuotatore)
Ippei Watanabe (渡辺 一平?, Watanabe Ippei; Tsukumi, 18 marzo 1997) è un nuotatore giapponese.

## Biografia
Dopo aver vinto l'oro ai campionati olimpici giovanili, viene convocato a rappresentare il Giappone alle Olimpiadi di Rio de Janeiro 2016. Qui partecipa ai 100 e ai 200 metri rana e in questi ultimi fa registrare il nuovo primato olimpico (2'07"22) che gli permette l'accesso in finale dove, però, giunge solo sesto.
Il 29 gennaio 2017, alla Kosuke Kitajima Cup di Tokyo vince la gara dei 200m rana con il nuovo primato del mondo (2'06"67), consegnandolo alla storia come il primo uomo a scendere sotto il muro dei 2'07" in questo tipo di disciplina.

## Palmarès
- Mondiali

Budapest 2017: bronzo nei 200m rana.
Gwangju 2019: bronzo nei 200m rana.
Singapore 2025: argento nei 200m rana.
- Campionati panpacifici

Tokyo 2018: oro nei 200m rana.
- Giochi asiatici:

Giacarta 2018: argento nei 200m rana, nella 4x100m misti e nella 4x100m misti mista.
Hangzhou 2023: argento nella 4x100m misti mista, bronzo nei 200m rana.
- Campionati asiatici

Tokyo 2016: oro nei 100m rana e nei 200m rana.
- Olimpiadi giovanili

Nanchino 2014: oro nei 200m rana.